# Bahnhof Düsseldorf Wehrhahn
Der Bahnhof Düsseldorf-Wehrhahn liegt etwa einen Kilometer nördlich des Düsseldorfer Hauptbahnhofs in der Düsseldorfer Innenstadt. Er befindet sich an der Bahnstrecke Düsseldorf–Hagen. Er wird von den S-Bahn-Linien S 1, S 6 und S 11 bedient.
Am Bahnhof sind darüber hinaus Haltestellen mehrerer Stadtbahn- und Buslinien. Es verkehren die U-Bahn-Linien U 71, U 72, U 73 und U 83 der Wehrhahn-Linie, die aus der Altstadt kommend westlich des Bahnhofs wieder ans Tageslicht geführt werden.

## Lage
Der Bahnhof liegt zentral zwischen den Stadtteilen Stadtmitte, Flingern und Düsseltal. Der Bahnhof befindet sich unterhalb einer Straßenbrücke, über die Busse und Stadtbahnen die Eisenbahnanlagen überqueren, und die gleichzeitig der Beginn Grafenberger Allee ist.
Der S-Bahnhof besitzt einen Mittelbahnsteig mit Zugängen von der Grafenberger Allee und der Ackerstraße. Außer den beiden Bahnsteiggleisen hat er noch ein Abstellgleis nördlich des Bahnsteigs, auf dem die Verstärkerzüge der Linie S 1 auf ihre Rückfahrt Richtung Solingen warten.
Die Stadtbahnhaltestelle besteht aus zwei Seitenbahnsteigen. Durch den Bau der Wehrhahn-Linie sind die Bahnsteige umgelegt und verbreitert worden. Westlich des Bahnhofes ist von 2008 bis 2016 die Rampe der Wehrhahn-Linie errichtet worden.

## Linien
Zurzeit wird der Bahnhof von drei Linien der S-Bahn Rhein-Ruhr angefahren. Es bestehen Umsteigemöglichkeiten zu vier Stadtbahnlinien und sieben Buslinien. Die Haltestellen Birkenstraße und Elisabethkirche liegen am südlichen Ausgang Ackerstraße im Stadtteil Flingern Nord.

### S-Bahn
| Haltestelle D-Wehrhahn | Haltestelle D-Wehrhahn | Haltestelle D-Wehrhahn |
| Linie                  | Linienverlauf | Takt |
| ---------------------- | --- | --- |
| S 1                    | Solingen Hbf – SG-Vogelpark – Hilden Süd – Hilden – D-Eller – D-Eller Mitte – D-Oberbilk – D-Volksgarten – Düsseldorf Hbf – D-Wehrhahn – D-Zoo – D-Derendorf – D-Unterrath – D-Flughafen – Angermund – DU-Rahm – DU-Großenbaum – DU-Buchholz – DU-Schlenk – Duisburg Hbf – MH-Styrum – Mülheim (Ruhr) Hbf – E-Frohnhausen – Essen West – Essen Hbf – E-Steele – E-Steele Ost – E-Eiberg – Wattenscheid-Höntrop – BO-Ehrenfeld – Bochum Hbf – BO-Langendreer West – BO-Langendreer – DO-Kley – DO-Oespel – DO-Universität – DO-Dorstfeld Süd – DO-Dorstfeld – Dortmund Hbf Stand: Fahrplanwechsel Dezember 2023                                                              | 30 min 20 min (Solingen–Duisburg wochentags) 15 min (Essen–Dortmund wochentags)                                                                 |
| S 6                    | Essen Hbf – Essen Süd – E-Stadtwald – E-Hügel – E-Werden – Kettwig – Kettwig Stausee – Hösel – Ratingen Ost – D-Rath – D-Rath Mitte – D-Derendorf – D-Zoo – D-Wehrhahn – Düsseldorf Hbf – D-Volksgarten – D-Oberbilk – D-Eller Süd – D-Reisholz – D-Benrath – D-Garath – D-Hellerhof – Langenfeld-Berghausen – Langenfeld (Rheinland) – Lev.-Rheindorf – Lev.-Küppersteg – Leverkusen Mitte – Lev.-Chempark – K-Stammheim – K-Mülheim – K-Buchforst – K-Messe/Deutz – Köln Hbf – K-Hansaring – K-Nippes (– K-Geldernstr./Parkgürtel – K-Longerich – K-Volkhovener Weg – K-Chorweiler – K-Chorweiler Nord – K-Blumenberg – K-Worringen) Stand: Fahrplanwechsel Dezember 2023 | 20 min (werktags) 30 min (sonn-/feiertags, Essen–Düsseldorf auch samstags) Nippes–Worringen nur werktags 5–20 Uhr und sonn-/feiertags 11–21 Uhr |
| S 11                   | D-Flughafen Terminal – D-Unterrath – D-Derendorf – D-Zoo – D-Wehrhahn – Düsseldorf Hbf – D-Friedrichstadt – D-Bilk – D-Völklinger Straße – D-Hamm – NE Rheinparkcenter – NE Am Kaiser – Neuss Hbf – Neuss Süd – Norf – NE-Allerheiligen – Nievenheim – Dormagen – Dormagen-Chempark – Köln-Worringen – K-Blumenberg – K-Chorweiler Nord – K-Chorweiler – K-Volkhovener Weg – K-Longerich – K-Geldernstraße/Parkgürtel – K-Nippes – K-Hansaring – Köln Hbf – K-Messe/Deutz – K-Buchforst – K-Mülheim – K-Holweide – K-Dellbrück – Duckterath – Bergisch Gladbach Stand: Fahrplanwechsel Dezember 2023                                                                        | 20 min |

### Bus und Straßenbahn
| Haltestelle D-Wehrhahn | Haltestelle D-Wehrhahn | Haltestelle D-Wehrhahn |
| Linie                  | Linienverlauf | Takt                   |
| ---------------------- | --- | ---------------------- |
|                        | ( D-Rath 1 – Rotdornstraße – D-Rath Mitte – Am Schein – Haeselerstraße – ) Heinrichstraße 2 – Hansaplatz – Grunerstraße – Brehmplatz – Schillerplatz – Uhlandstraße – D-Wehrhahn – U Pempelforter Straße – U Schadowstraße – U Heinrich-Heine-Allee – U Benrather Straße – U Graf-Adolf-Platz – U Kirchplatz – D-Bilk – Suitbertusstraße – Südring – Flehe, Aachener Platz – Volmerswerther Straße – Krahkampweg – D-Volmerswerth, Hellriegelstraße3 Niederflurbetrieb der Rheinbahn; Abschnitt 2–3 dieser Linie gehört zum Düsseldorfer Nachtnetz; Abschnitt 1–2: Betrieb nur Mo–Fr 6–20 Uhr und Sa 9–20 Uhr; Abweichender Takt im Abschnitt 2–3: samstags 0–4 Uhr alle 30 min und 9–20 Uhr alle 10 min sowie sonn- und feiertags 0–4 Uhr und 5–9 Uhr alle 30 min und 13–20 Uhr alle 15 min | 20 min                 |
|                        | Ratingen Mitte – Weststraße – Europaring – Gerhardstraße – Ratingen, Felderhof – D-Hubertushain – Hirschweg – Oberrath – Rather Waldstadion (D-Rath , 400 m) – Rather Broich – Mörsenbroicher Weg – Graf-Recke-Straße – Vautierstraße – Schlüterstraße/Arbeitsagentur – Engerstraße – Lindemannstraße – Uhlandstraße – D-Wehrhahn – U Pempelforter Straße – U Schadowstraße – U Heinrich-Heine-Allee – U Benrather Straße – U Graf-Adolf-Platz – U Kirchplatz – D-Bilk – Karolingerplatz – Auf’m Hennekamp – Uni-Kliniken – Universität Nord/Christophstraße – Südpark – Werstener Dorfstraße – Opladener Straße – Ickerswarder Straße – Elbruchstraße – Holthausen – Niederheid – Am Trippelsberg – Schöne Aussicht – Kappeler Straße – Schloss Benrath – Urdenbacher Allee – D-Benrath – D-Benrath, Betriebshof Niederflurbetrieb der Rheinbahn; Linie gehört zum Düsseldorfer Nachtnetz; Abweichender Takt: So 13–20 Uhr alle 15 min, Mo–Fr 21–23, Sa–So 20–23 Uhr, Sa 6–9 Uhr und So 9–13 Uhr alle 20 min, Sa–So 0–4 Uhr und So 5–9 Uhr alle 30 min | 10 min                 |
|                        | D-Gerresheim – Morper Straße –Hardenbergstraße – Dörpfeldstraße – Schönaustraße – Gerresheim Rathaus – Von-Gahlen-Straße – Friedingstraße – Auf der Hardt/LVR-Klinikum → Vor der Hardt – Pöhlenweg – Staufenplatz – Schlüterstraße/Arbeitsagentur – Engerstraße – Lindemannstraße – Uhlandstraße – D-Wehrhahn – U Pempelforter Straße – U Schadowstraße – U Heinrich-Heine-Allee – U Benrather Straße – U Graf-Adolf-Platz – U Kirchplatz – D-Bilk – Karolingerplatz – Auf’m Hennekamp – Uni-Kliniken – Universität Nord/Christophstraße – Südpark – D-Universität Ost/Botanischer Garten Niederflurbetrieb der Rheinbahn; Linie gehört nicht zum Düsseldorfer Nachtnetz; Abweichender Takt: So 13–20 Uhr alle 15 min, Mo–Fr 21–0 Uhr (ab 29.08.2018, davor 20–0 Uhr), Sa 6–9 Uhr und So 9–13 Uhr alle 20 min, Sa–So 5–9 Uhr alle 30 min | 10 min                 |
|                        | D-Gerresheim, Krankenhaus – Heinrich-Könn-Straße – Auf der Hardt/LVR-Klinikum – Pöhlenweg – Staufenplatz – Schlüterstraße/Arbeitsagentur – Engerstraße – Lindemannstraße – Uhlandstraße – D-Wehrhahn – U Pempelforter Straße – U Schadowstraße – U Heinrich-Heine-Allee – U Benrather Straße – U Graf-Adolf-Platz – U Kirchplatz – D-Bilk – Suitbertusstraße – Südring – Flehe, Aachener Platz – Volmerswerther Straße – Krahkampweg – D-Volmerswerth, Hellriegelstraße Niederflurbetrieb der Rheinbahn; Linie gehört nicht zum Düsseldorfer Nachtnetz Abweichender Takt: Mo–Sa 21–0 Uhr und So alle 30 Minuten | 20 min                 |
| 737                    | Düsseldorf Hbf 1 – Oststraße – Wehrhahn-Center – Pempelforter Straße – D-Wehrhahn – Uhlandstraße – Lindemannstraße 2 – Flingern, Daimlerstraße (Rosmarinstraße) – Gerresheim, Torbruchstraße – Schönaustraße – Morper Straße – D-Gerresheim 3 – Knuppertsbrück – Unterbach, Friedhof – Am Zault – Erkrath-Unterfeldhaus, Neuenhausplatz 4 Mo–Fr 5–19 Uhr alle 20 min; Mo–Fr 20–21 Uhr, Sa 6–20 Uhr, So 9–20 Uhr alle 30 min; Abschnitt 1–3 Mo–Fr 21–23 Uhr, Sa–So 20–23 alle 60 min; Abschnitt 3–4 Mo–Fr 21–23 Uhr, Sa–So 20–23 alle 30 min, Sa–So 0–1 Uhr, So 8–9 Uhr alle 60 min; weitere Haltestellen nur im Abschnitt 2–4 |                        |
| 812                    | Düsseldorf Hbf – Düsseldorf Wehrhahn – Düsseltal – Mörsenbroich Heinrichstraße – Rath Mitte – Rath, Wittener Straße – Reichswaldallee – Hubertushain Nachtverkehr von So/Mo bis Do/Fr; ab Hauptbahnhof 0:38 und 1:38 Uhr; ab Hubertushain 4:24 Uhr |                        |
| NE 3                   | Düsseldorf Hbf → Oststraße → Steinstraße/Königsallee → Heinrich-Heine-Allee → Jacobistraße → Wehrhahn → Düsseltal → Mörsenbroich Heinrichstraße → Rath Mitte → Rath, Wittener Straße → Reichswaldallee → Oberrath → Wilhelm-Raabe-Weg → Mörsenbroich Heinrichstraße → Düsseltal → Wehrhahn → Jacobistraße → Charlottenstraße/Oststraße → Düsseldorf Hbf |                        |
| NE 4                   | Düsseldorf Hbf → Charlottenstraße/Oststraße → Heinrich-Heine-Allee → Jacobistraße → Pempelforter Straße → Wehrhahn → Uhlandstraße → Grafenberg → Gerresheim Rathaus → Gerresheim Morper Straße → Gerresheim Torfbruchstraße → Lierenfeld → Worringer Platz → Düsseldorf Hbf |                        |
| NE 5                   | Düsseldorf Hbf → Worringer Platz → Lierenfeld → Gerresheim Torfbruchstraße → Gerresheim Rathaus → Grafenberg → Uhlandstraße → Wehrhahn → Pempelforter Straße → Jacobistraße → Heinrich-Heine-Allee → Jacobistraße → Charlottenstraße/Oststraße → Düsseldorf Hbf |                        |

| Haltestelle Elisabethkirche | Haltestelle Elisabethkirche |
| Linie                       | Linienverlauf |
| --------------------------- | --- |
| 738                         | Düsseldorf Hbf 1 – Worringer Platz – Elisabethkirche (Wehrhahn )2 – Kettwiger Straße – Höherweg – Flingern, Rosmarinstraße (Daimlerstraße) – Gerresheim, Torbruchstraße – Dreherstraße3 – Gerresheim, Rathaus – Gerresheim, Krankenhaus 4 – Ludenberg, Rotthäuser Weg – Hubbelrath5 – Mettmann, Stübbenhaus – Mettmann-Zentrum – Mettmann, Jubiläumsplatz7 Abschnitt 1–3: Mo–Fr 5–21, Sa 8–21 Uhr alle 10 min, übrige Zeit alle 15 min; Abschnitt 3–5: Mo–Fr 5–21 Uhr, Sa 9–21 Uhr alle 20 min, übrige Zeit alle 30 min; Abschnitt 5–7: Mo–Fr 5–9 Uhr und 16–20 alle 20 min; übrige Zeit alle 60 min; weitere Haltestellen nur im Abschnitt 2–7 |
| 834                         | Oberkassel Belsenplatz – Theodor-Heuss-Brücke – Nordfriedhof – Golzheim – Mörsenbroich Heinrichstraße – Clara-Viebig-Straße – Flingern-Nord – Elisabethkirche (Wehrhahn ) – Worringer Platz – Düsseldorf Hbf |
| NE 2                        | Düsseldorf Hbf → Elisabethkirche (Wehrhahn ) → Uhlandstraße → Grafenberg → Mörsenbroicher Weg → Rather Broich → Rath Mitte → Unterrath → Unterrath Friedhof → Unterrath → Rath Mitte → Rather Broich → Mörsenbroicher Weg → Grafenberg → Uhlandstraße → Elisabethkirche (Wehrhahn ) → Düsseldorf Hbf |

| Haltestelle Birkenstraße | Haltestelle Birkenstraße |
| Linie                    | Linienverlauf |
| ------------------------ | --- |
| 708                      | Mörsenbroich, Heinrichstraße – Düsseltal, Hansaplatz – Grunerstraße – Brehmplatz – Düsseltal, Schillerplatz – Uhlandstraße – Flingern-Nord, Birkenstraße – Stadtmitte, Worringer Platz – Hauptbahnhof – Stresemannplatz – Stadtmitte, Berliner Allee – Graf-Adolf-Platz – Poststraße – Landtag/Kniebrücke – Unterbilk, Polizeipräsidium Mo–Sa 6–21 Uhr alle 20 min, Mo–Sa 21–0 Uhr und So alle 30 min; keine weiteren Haltestellen |
| 709                      | Gerresheim, Krankenhaus 1 – Auf der Hardt/LVR-Klinikum – Staufenplatz 2 – Schlüterstraße/Arbeitsagentur – Flingern – Flingern-Nord, Birkenstraße – Stadtmitte, Worringer Platz – Düsseldorf Hbf – Stadtmitte, Berliner Allee3 – Graf-Adolf-Platz – Landtag/Kniebrücke – Unterbilk, Stadttor – Unterbilk, Bilker Kirche – D-Völklinger Straße 4 – Südfriedhof5 – Düsseldorf, Josef-Kardinal-Frings-Brücke – Neuss, Rheinpark-Center Süd – Neuss Stadthalle/Museum6 – Neuss, Markt – Neuss Hbf – Neuss, Theodor-Heuss-Platz7 Betrieb im Standardtakt der Düsseldorfer Straßenbahnen mit folgenden Abweichungen: während der HVZ im Abschnitt 2–5 alle 5 min; Sa 10–20 Uhr im Abschnitt 1–6 alle 10 min und Abschnitt 6–7 kein Betrieb; Mo–So ab 21 Uhr Abschnitt 6–7 alle 30 min; weitere Haltestellen in allen Abschnitten, aber alle Umsteigehaltestellen sind aufgeführt. |
| 834                      | Oberkassel Belsenplatz – Theodor-Heuss-Brücke – Nordfriedhof – Golzheim – Mörsenbroich Heinrichstraße – Clara-Viebig-Straße – Flingern-Nord – Elisabethkirche (Wehrhahn ) – Worringer Platz – Düsseldorf Hbf |
| NE 2                     | Düsseldorf Hbf → Elisabethkirche (Wehrhahn ) → Uhlandstraße → Grafenberg → Mörsenbroicher Weg → Rather Broich → Rath Mitte → Unterrath → Unterrath Friedhof → Unterrath → Rath Mitte → Rather Broich → Mörsenbroicher Weg → Grafenberg → Uhlandstraße → Elisabethkirche (Wehrhahn ) → Düsseldorf Hbf |

## Unfälle und Probleme

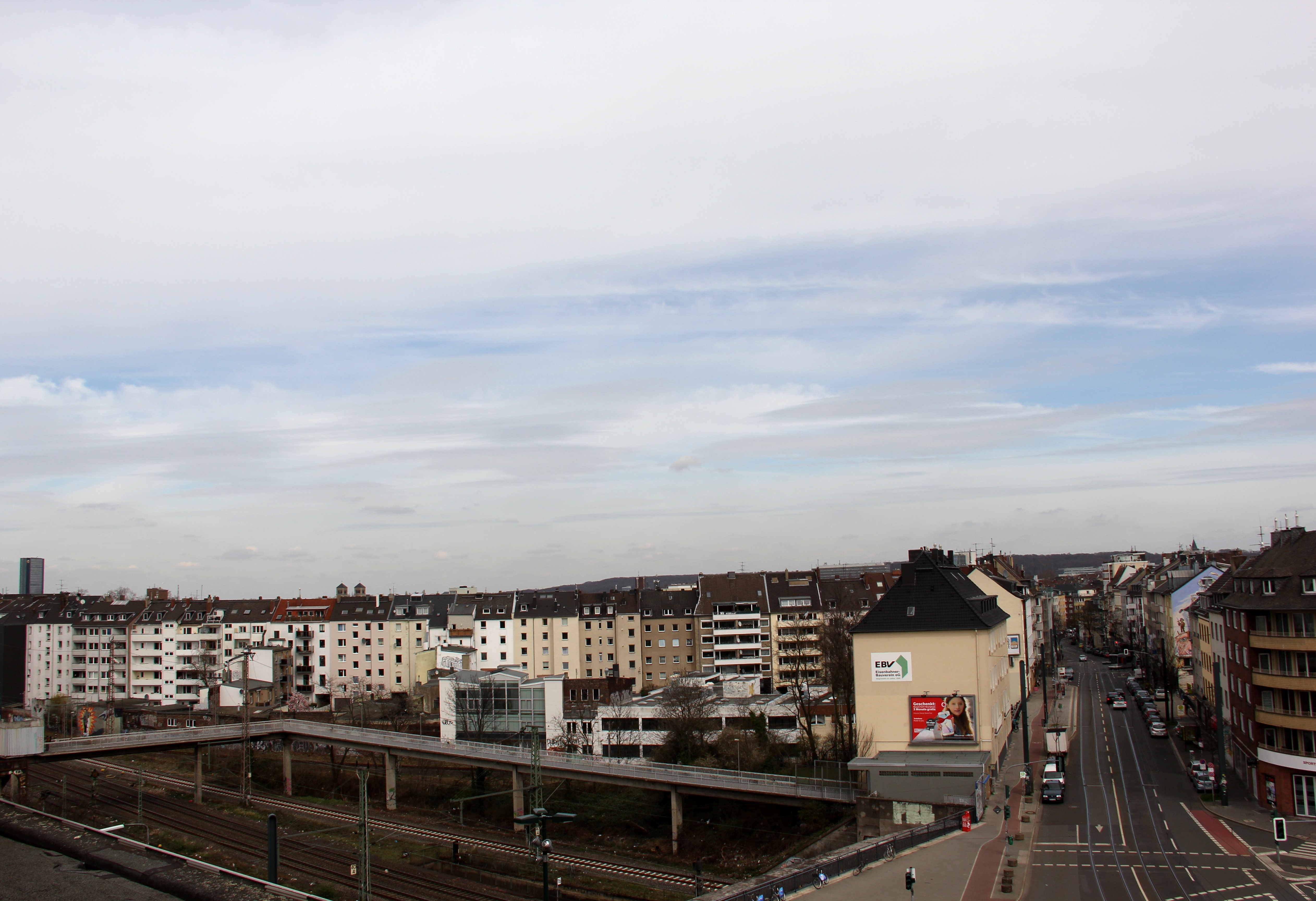
Der Zugang Ackerstraße zum Bahnhof Düsseldorf Wehrhahn

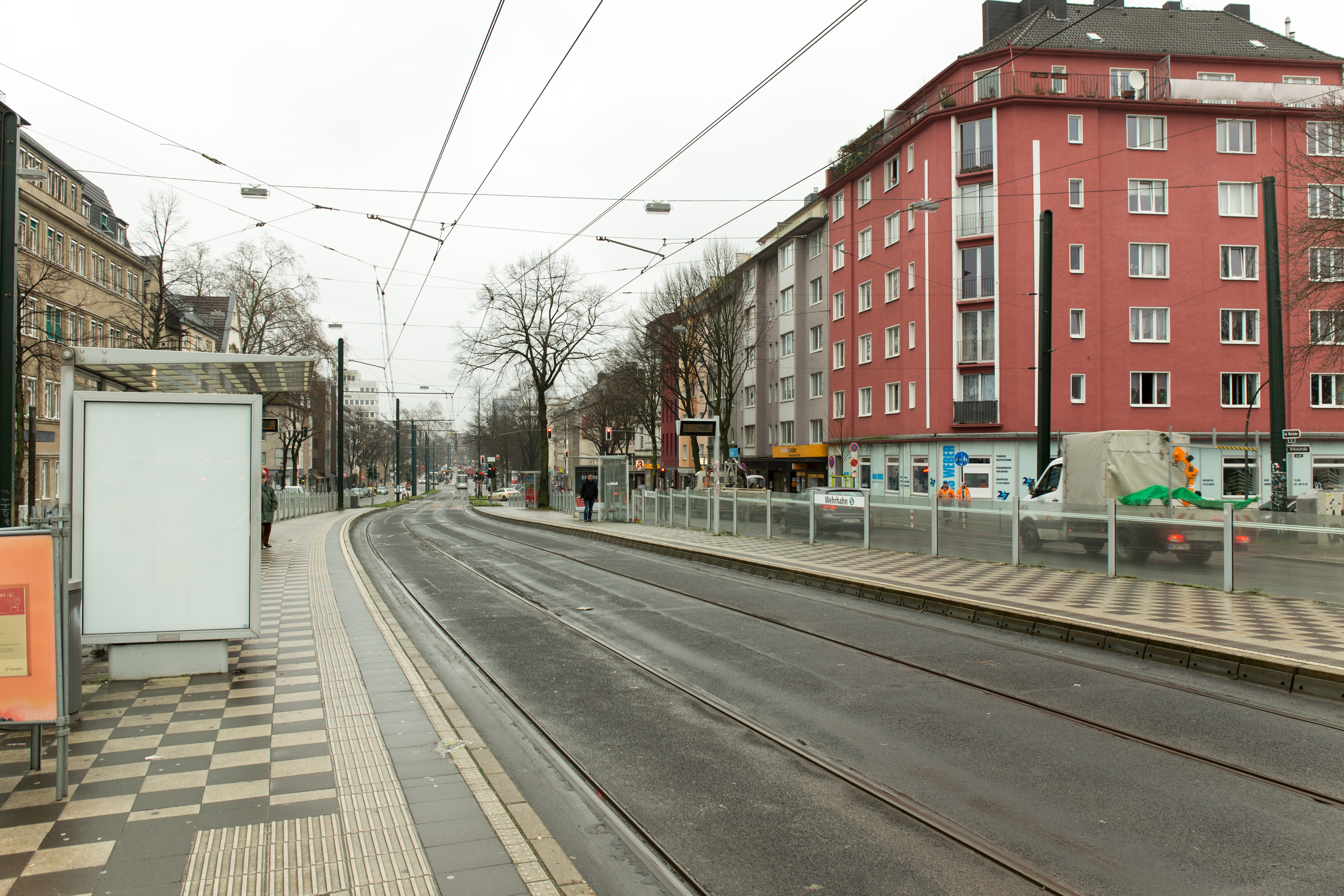
Wehrhahnlinie, Stadtbahnhaltestelle

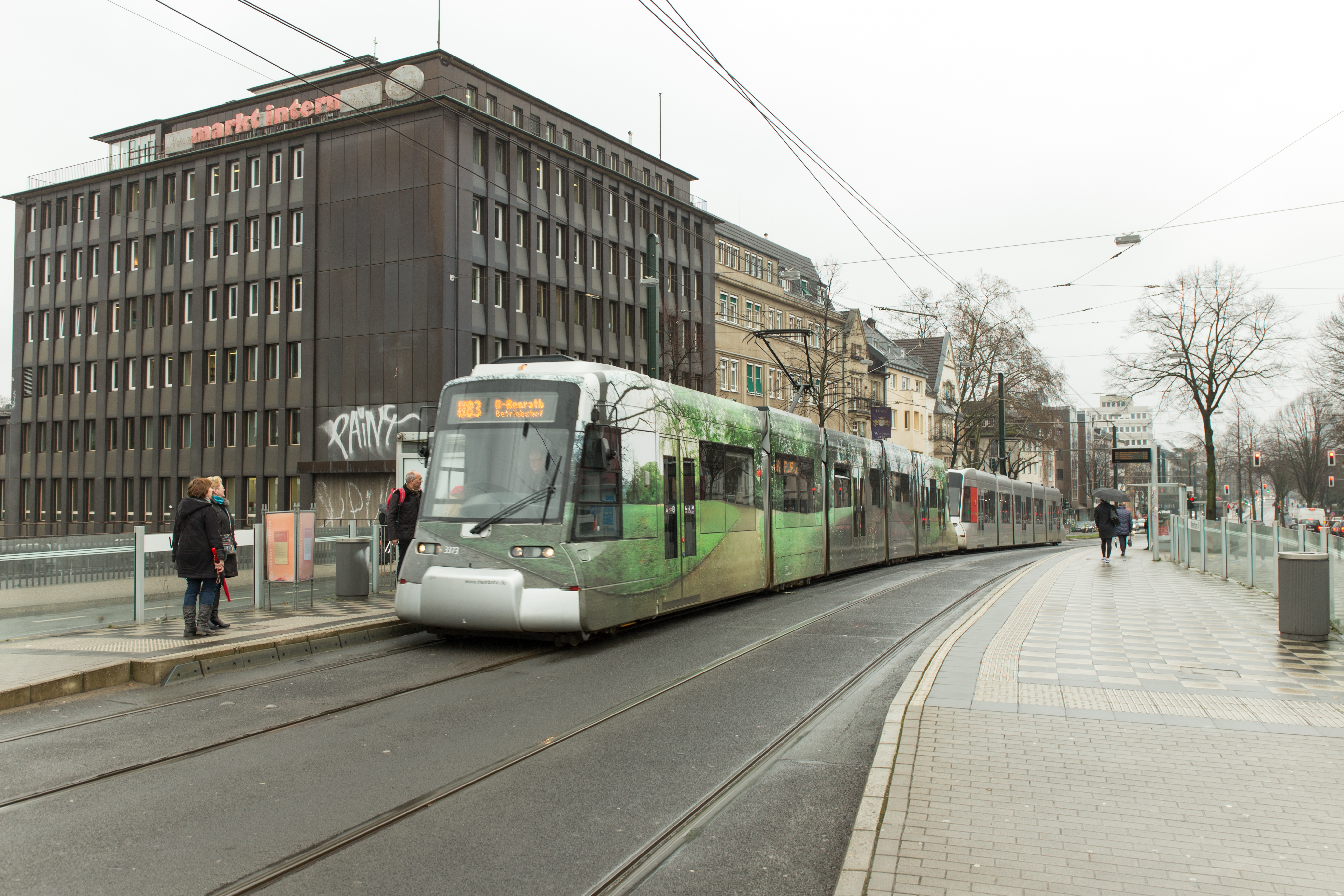
Wehrhahnlinie, Stadtbahnhaltestelle

### Sprengstoffanschlag im Jahr 2000
Am 27. Juli 2000 verübten Unbekannte den Sprengstoffanschlag am Bahnhofszugang Ackerstraße, bei dem zehn Menschen verletzt wurden und eine Frau ihr ungeborenes Kind verlor. Da sechs von ihnen jüdischen Glaubens waren, wurde ein antisemitisches Motiv nicht ausgeschlossen.

### Unfälle
Am Vormittag des 21. August 2011 kam es zu einem tödlichen Unfall am Bahnhof Düsseldorf Wehrhahn. Eine einfahrende S-Bahn der Linie S 1 nach Solingen riss einen Rollstuhlfahrer mit sich. Dieser starb wenig später im Klinikum.